# MYBL2
Связывающий Myb белок В (англ. Myb-related protein B) — белок, кодируемый  у человека геном  MYBL2.
Белок, кодируемый этим геном  — член семейства генов транскрипционных факторов MYB, — ядерный белок, участвующий в поддержании клеточного цикла. Данный белок фосфорилируется циклин A/циклин-зависимой киназой 2 во время S-фазы клеточного цикла и обладает действием как активатора, так и репрессора.Он активирует гены  cdc2, циклина D1 и  белка, связывающего инсулиноподобный фактор роста 5. Для этого гена существует несколько вариантов транскрипции, но их полная природа не была определена.

## Взаимодействия
MYBL2, как было выявлено, взаимодействует с RBL1, циклин A1, EP300, CREBBP, CDK9, CDKN1C и PARP1.